# Roddenberryus
Roddenberryus (лат.) — род мелких пауков из семейства Caponiidae. Центральная Америка, Карибские острова. 5 видов. Род назван в честь Джина Родденберри, сценариста и создателя научно-фантастического телевизионного сериала «Звёздный путь» («Star Trek»).

## Описание
Длина тела около 1 см (от 3 до 21 мм). Имеют только два глаза. Карапакс оранжевый. Для нового рода характерны дистально выступающие эндиты и треугольный, выступающий лабиум — уникальная для Nopinae форма, а также треугольный, очень короткий, чешуйчатый гладиус, серрула с перемежающимися многочисленными зубцами и тарзальный орган с сильно выступающими краями. Roddenberryus имеет сходные с Tarsonops членики лапок и метатарсус, многочисленные адесматические суставы, переплетающиеся на кутикуле, и необычную систему внутреннего дыхания с обеими задними трахеями, слитыми в один ствол.

## Систематика
В 2023 году виды Caponina pelegrina и Caponina sargi вместе с таксонами Roddenberryus kirk, Roddenberryus mccoy и Roddenberryus spock были выделены в отдельный новый род Roddenberryus Sánchez-Ruiz & Bonaldo, 2023.
Род Roddenberryus был впервые выделен в 2023 году и включён в состав семейства Caponiidae вместе с Caponina, Nops, Nopsides, Notnops, Nyetnops и другими родами.
- Roddenberryus kirk Sánchez-Ruiz & Bonaldo, 2023 — Коста-Рика
- Roddenberryus mccoy Sánchez-Ruiz & Bonaldo, 2023 — Мексика
- Roddenberryus pelegrina (Bryant, 1940) — Куба
- Roddenberryus sargi (F. O. Pickard-Cambridge, 1899) — Гватемала, Коста-Рика
- Roddenberryus spock Sánchez-Ruiz & Bonaldo, 2023 — Мексика

## Фотографии
- Roddenberryus kirk
- Roddenberryus pelegrina
- Roddenberryus spock